# مركب غير متكافئ

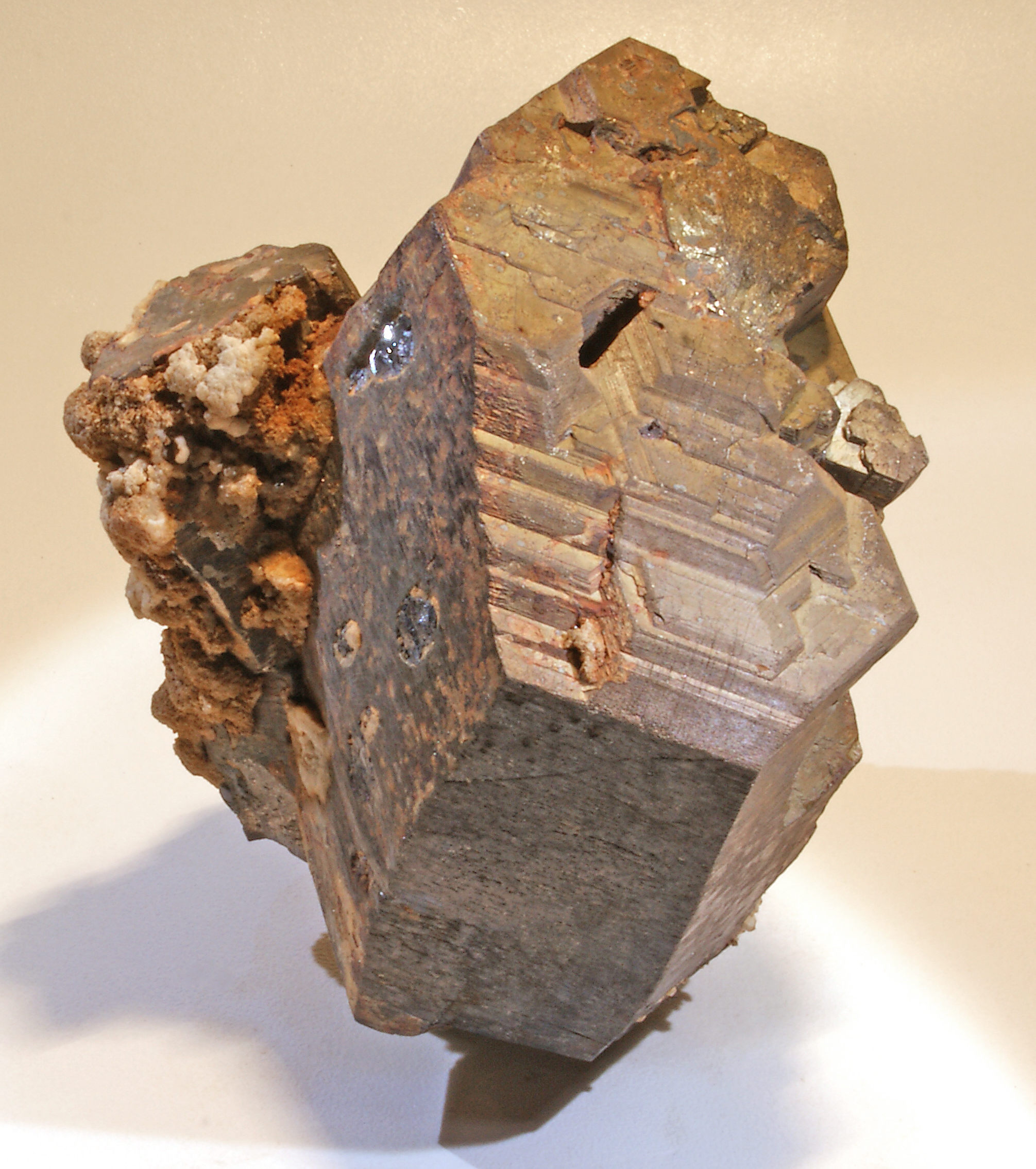

تعتبر  المركبات غير المتكافئة جزءاً من المركّبات الكيميائيّة وغالباً ما تعدّ مركبات صلبة غير عضوية، حيث أنّها تمتلك مكوّناً فلزيّاً والذي لم يتمكّن من تمثيل أبعاده بواسطة نسب مكوّنة من أرقام طبيعية صغيرة، ولكن معظم الأحيان في مثل هذه المواد، هنالك نسبة مئوية صغيرة من الذرّات مفقودة، أو يتم تعبأة الكثير من الذرّات على نحو مثالي في شبكة العمل.
على عكس التعاريف السابقة، فإنّ المفهوم الحديث  للمركّبات غير المتكافئة يُنظَر إليها على أنّها متجانسة وليست مزيجاً من مركّباتٍ كيميائية متكافئة. نظراً لاعتبار المواد الصلبة محايدة كلّياً كهربائياً، فإنّ الخلل يتم تعويضه من خلال تغيير في شحنة الذرّات الأخرى في المادّة الصلبة، إمّا عن طريق تغيير حالة الأكسدة الخاصّة بها، أو من خلال استبدالها بذرات عناصر مختلفة بشحنة متفاوتة. تمتلك أكاسيد الفلزّات والكبريتيدات نماذج غير متكافئة، فعلى سبيل المثال أكسيد الحديد الثنائ المتكافئ، والذي يعدّ وجوده أمراً نادراً، له صيغة FeO، حيثما تعتبر المادّة الأكثر شيوعاً غير متكافئة والتي تحمل الصيغة Fe0.95O، يمكن أن تتفاوت نوعيّة اتّزان الخلل في المركبات غير المتكافئة مع ما يصاحب ذلك من اختلاف في خصائص المادة الإجماليّة. تظهر المركبات غير المتكافئة أيضاً خصائص كهربائيّة خاصة أو كيميائيّة وذلك بسبب العيوب، ومثالا على ذلك، عندما تكون الذرات مفقودة تتمكّن الإلكترونات من التحرّك خلال المادة الصلبة بسرعة أكبر. ولدى المركبات غير المتكافئة تطبيقات في السيراميك والمواد فائقة التوصيل وأيضاً في تصميمات الأنظمة الكهروكيميائية (مثل البطارية).